# ヤーコプ・ドント
ヤーコプ・ドント（Jakob Dont, 1815年3月2日 – 1888年11月17日）は、19世紀オーストリアのヴァイオリニストで作曲家、教育者。
レオポルト・アウアーに技術的な基礎指導を与えたほか、作曲した練習曲集を通じて、現代までヴァイオリン学習者に親しまれている。

## 生涯
ウィーンで、チェロ奏者ヴァレンティン・ドントの息子として生まれる。ヨーゼフ・ベームとゲオルク・ヘルメスベルガー1世に師事し、16歳で国立劇場楽団の一員となるが、やがて次第にソリストとしての活動に傾斜する。
1871年からはウィーン音楽院で教鞭を取るが、作曲上の都合から定期的に教職を離れた。1888年に、生地ウィーンで没した。
ドントの作品には、ピアノ伴奏を伴うヴァイオリン独奏曲、室内楽、声楽曲などがあるが、最も重要で影響力を持ったのは革新的な練習曲集であり、とりわけ作品番号35《24の練習曲とカプリース》および作品番号37《クロイツェルとローデの練習曲のための24の予備演習》は、現代に至るまで最も重要なヴァイオリン練習曲のひとつとして用いられている。
門下には前述のアウアーのほか、オトカル・ノヴァーチェクらがいる。

## おもな作品
- 24の練習曲とカプリース(6 Etudes et Caprices) 作品番号35 1849年
- クロイツェルとローデの練習曲のための24の予備演習(24 Vorübungen zu R. Kreutzer's und P. Rode's Etüden) 作品番号37 1852年